# تعقيد اجتماعي

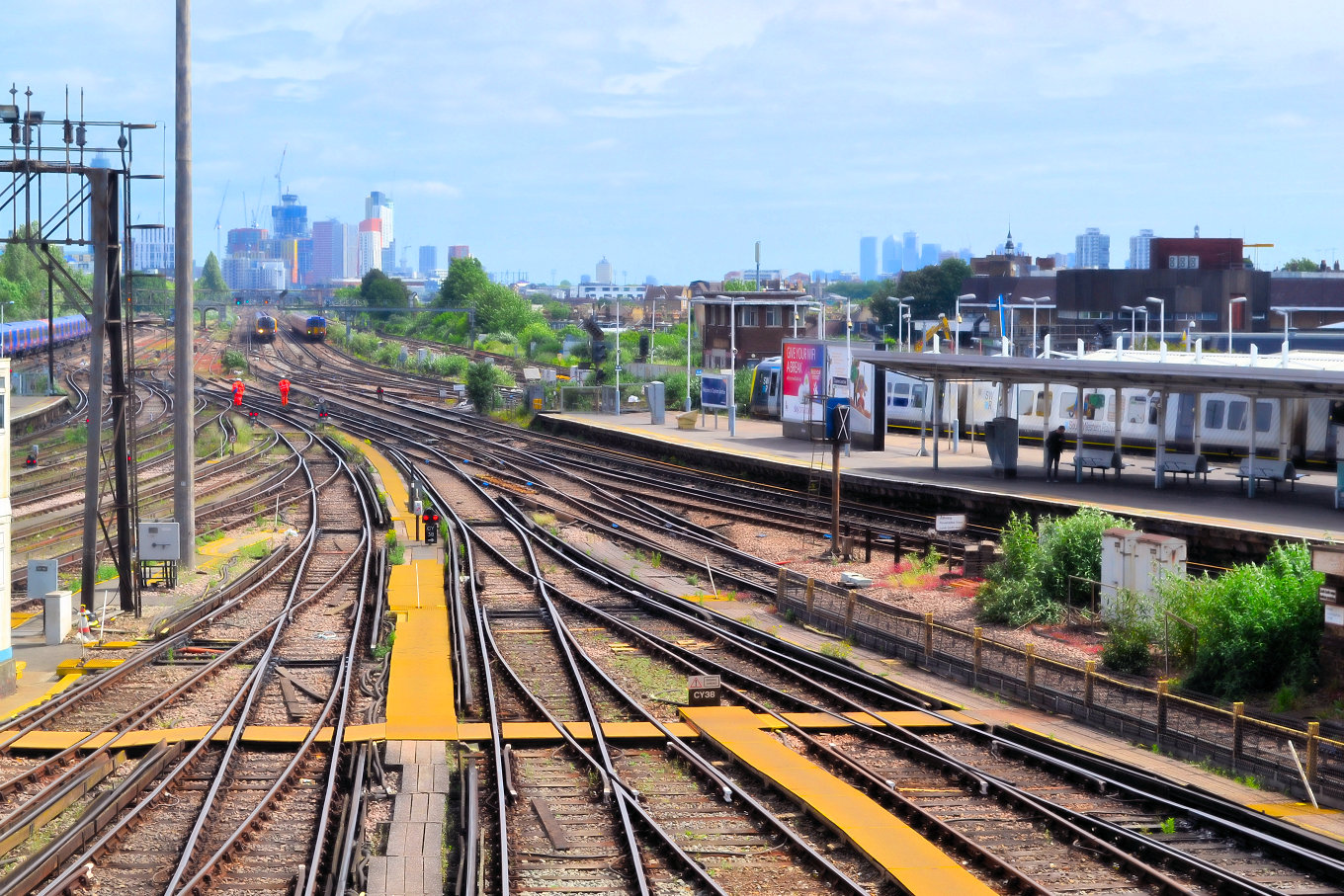
التعقيد الاجتماعي

في علم الاجتماع، التعقيد الاجتماعي (بالإنجليزية: Social complexity)‏ هو إطار مفاهيمي يستخدم في تحليل المجتمع. في العلوم، توجد تعريفات معاصرة للتعقيد في نظرية الأنظمة، حيث تتكون الظاهرة المدروسة من أجزاء كثيرة والعديد من الترتيبات الممكنة للأجزاء؛ في الوقت نفسه، ما هو معقد وما هو بسيط نسبي ويتغير بمرور الزمن.
يشير الاستخدام المعاصر لمصطلح التعقيد تحديدًا إلى النظريات الاجتماعية للمجتمع كنظام متوائم معقد، ومع ذلك، فإن التعقيد الاجتماعي وخصائصه الناشئة هي مواضيع متكررة خلال التطور التاريخي للفلسفة الاجتماعية ودراسة التغير الاجتماعي.
درس المنظرون الأوائل لعلم الاجتماع، مثل فرديناند تونيز وإميل دوركايم وماكس فيبر وفيلفريدو باريتو وجورج زيمل، النمو الأسي والترابط بين اللقاءات الاجتماعية والتبادلات الاجتماعية. تم العثور على التأكيد على الترابط بين العلاقات الاجتماعية، وظهور خصائص جديدة داخل المجتمع، في النظرية الاجتماعية المنتجة في الحقول الفرعية لعلم الاجتماع. يعد التعقيد الاجتماعي أساسًا لربط الظواهر المبلغ عنها في علم الاجتماع الجزئي وعلم الاجتماع الكلي، وبالتالي يوفر نطاقًا متوسطًا فكريًا لعلماء الاجتماع لصياغة الفرضيات وتطويرها. من الناحية المنهجية، يعتبر التعقيد الاجتماعي محايدًا من الناحية النظرية، ويتضمن الظواهر المدروسة في علم الاجتماع الدقيق والظواهر المدروسة في علم الاجتماع الكلي.

## الخلفية النظرية
في عام 1937 واصل عالم الاجتماع تالكوت بارسونز عمل منظري علم الاجتماع الأوائل من خلال عمله على نظرية الفعل؛ وبحلول عام 1951 طور بارسون نظرية الفعل إلى نظرية التفكير النظمي الرسمية في النظام الاجتماعي (1951). وفي العقود التالية تقدم التفاعل بين التفكير النظمي العام وتطوير نظريات النظام الاجتماعي على يد روبرت كيه ميرتون في مناقشات نظريات النطاق المتوسط والبنية الاجتماعية والفاعلية. ومنذ أواخر السبعينيات وحتى أوائل التسعينيات من القرن العشرين اهتم البحث الاجتماعي بخصائص الأنظمة التي يؤدي فيها الارتباط القوي للأجزاء الفرعية إلى ملاحظة سلوكيات التكوين الذاتي والتنظيم الذاتي والنظام التحريكي والجريان المضطرب ونظرية الفوضى التي تنشأ عن التعقيد الرياضي، مثل عمل نيكلاس لوهمان.
إن أحد أقدم الاستخدامات لمصطلح «التعقيد» في العلوم الاجتماعية والسلوكية للإشارة بشكل خاص إلى نظام معقد نجده في دراسة المنظمات الحديثة ودراسات الإدارة. غالبًا ما يستخدم المصطلح بطريقة استعارة وليس بطريقة نظرية نوعية أو كمية، وخاصة في دراسات الإدارة. وبحلول منتصف تسعينيات القرن العشرين بدأ «منعطف التعقيد» في العلوم الاجتماعية مع دمج بعض الأدوات نفسها المستخدمة عمومًا في علم التعقيد في العلوم الاجتماعية. وبحلول عام 1998 جرى إنشاء الدورية الإلكترونية الدولية مجلة المجتمعات الاصطناعية والمحاكاة الاجتماعية. وفي السنوات الماضية قدمت الكثير من المنشورات لمحات عامة عن نظرية التعقيد في مجال علم الاجتماع. وفي إطار هذا العمل ترسم أيضًا روابط مع تقاليد نظرية أخرى، بما في ذلك نظرية البنائية والمواقف الفلسفية لعلم الظواهر وحركة ما بعد الحداثة والواقعية النقدية.

## المنهجيات
من الناحية المنهجية فإن التعقيد الاجتماعي محايد من الناحية النظرية، وهذا يعني أنه يستوعب كل من المناهج المحلية والعالمية للبحث الاجتماعي. إن فكرة التعقيد الاجتماعي ذاتها تنشأ من أساليب البحث التاريخي المقارن لعلماء الاجتماع الأوائل؛ ومن الواضح أن هذه الطريقة مهمة في تطوير وتحديد وصقل البناء النظري للتعقيد الاجتماعي. ونظرًا إلى أن الأنظمة الاجتماعية المعقدة تتكون من أجزاء عديدة وهناك العديد من العلاقات المحتملة بين هذه الأجزاء، فإن المنهجيات المناسبة عادة ما يجري تحديدها إلى حد ما من خلال مستوى البحث التحليلي الذي يميزه الباحث وفقًا لمستوى الوصف أو التفسير الذي تطلبه فرضيات البحث.
وعلى المستوى الأكثر محلية للتحليل، قد تكون الملاحظة الإثنوغرافية أو ملاحظة المشارك أو غير المشارك وتحليل المضمون وغيرها من أساليب البحث النوعي مناسبة. وفي الآونة الأخيرة يجري تطوير منهجيات بحث كمية متطورة للغاية واستخدامها في علم الاجتماع على المستويين المحلي والعالمي للتحليل. وتتضمن هذه الأساليب مخططات التفرع، وتحليل الشبكة الاجتماعية، والنظام اللاخطي، والنماذج الحاسوبية بما في ذلك برمجة الأتمتة الخلوية، وعلم الاجتماع السيبراني، وغير ذلك من أساليب المحاكاة الاجتماعية.

### تحليل الشبكات الاجتماعية المعقدة
تُستخدم تحليلات الشبكات الاجتماعية المعقدة لدراسة ديناميكيات الشبكات الاجتماعية الكبيرة والمعقدة. يجمع تحليل الشبكات الديناميكي بين تحليل الشبكات الاجتماعية التقليدي وتحليل الروابط والنظام متعدد الوكلاء داخل علم الشبكات ونظرية الشبكات. ومن خلال استخدام المفاهيم والأساليب الرئيسية في تحليل الشبكات الاجتماعية والنمذجة القائمة على الوكلاء والفيزياء النظرية والرياضيات الحديثة (وخاصة نظرية البيان والهندسة الكسيرة)، جلبت طريقة الاستقصاء هذه رؤى ثاقبة في ديناميكيات وبنية الأنظمة الاجتماعية. وتخرج طرق حسابية جديدة لتحليل الشبكات الاجتماعية المحلية من أعمال دنكان واتس وألبرت لازلو براباشي ونيكولاس كريستاكيس وكاثلين كارلي وآخرين.
تنشأ طرق جديدة لتحليل الشبكات العالمية من أعمال جون أوري والدراسة الاجتماعية للعولمة، المرتبطة بعمل مانويل كاستليس والعمل اللاحق لإيمانويل والرشتاين. ومنذ أواخر تسعينيات القرن العشرين استخدم والرشتاين بشكل متزايد نظرية التعقيد، وخاصة عمل إيليا بريغوجين. ويرتبط تحليل الشبكات الاجتماعية الديناميكية بمجموعة متنوعة من التقاليد المنهجية، بما في ذلك نظرية البيان، وتحليل الشبكات الاجتماعية التقليدية في علم الاجتماع، وعلم الاجتماع الرياضي. كما يرتبط بالفوضى الرياضية والديناميكيات المعقدة من خلال عمل دنكان واتس وستيفن ستروغاز، بالإضافة إلى الهندسة الكسيرة من خلال ألبرت لازلو براباشي وعمله على الشبكات الخالية من المقاييس.

### علم الاجتماع الحاسوبي
يتضمن تطوير علم الاجتماع الحاسوبي علماء مثل نايجل غيلبرت وكلاوس جي ترويتش وجوشوا إم إبستاين وآخرين. وتشمل محاور الأساليب في هذا المجال المحاكاة الاجتماعية والتنقيب في البيانات، وكلاهما من المجالات الفرعية لعلم الاجتماع الحاسوبي. وتستخدم المحاكاة الاجتماعية أجهزة الكمبيوتر لإنشاء مختبر اصطناعي لدراسة الأنظمة الاجتماعية المعقدة؛ يستخدم التنقيب في البيانات الذكاء الاصطناعي للبحث عن أنماط غير بسيطة للعلاقات في قواعد بيانات كبيرة ومعقدة في العالم الحقيقي. تعد الأساليب الناشئة للسوسيونيك أحد أشكال علم الاجتماع الحاسوبي.
يتأثر علم الاجتماع الحاسوبي بعدد من مجالات علم الاجتماع الجزئي بالإضافة إلى التقاليد على المستوى الكلي لعلم الأنظمة والتفكير في الأنظمة. وساعدت التأثيرات على المستوى الجزئي للتفاعل الرمزي والتبادل والاختيار العقلاني، جنبًا إلى جنب مع التركيز على المستوى الجزئي لعلماء السياسة الحاسوبيين، مثل روبرت أكسلرود، في تطوير نهج علم الاجتماع الحاسوبي من الأسفل إلى الأعلى القائم على الوكيل لنمذجة الأنظمة المعقدة. وهذا ما يسميه جوشوا إم. إبستاين بالعلم التوليدي. تشمل مجالات التأثير المهمة الأخرى الإحصاء والنمذجة الرياضية والمحاكاة الحاسوبية.

### علم الاجتماع السيبراني
يدمج علم الاجتماع السيبراني علم الاجتماع بعلم التحكم الآلي من الدرجة الثانية وعمل نيكلاس لوهمان، جنبًا إلى جنب مع أحدث التطورات في علم التعقيد. ومن حيث العمل العلمي كان التركيز في علم الاجتماع السيبراني مفاهيميًا في المقام الأول ومنهجيًا أو تجريبيًا قليلًا فقط. ويرتبط علم الاجتماع السيبراني ارتباطًا مباشرًا بفكر الأنظمة داخل وخارج علم الاجتماع، وتحديدًا في مجال علم التحكم الآلي من الدرجة الثانية.

## مجالات التطبيق
في العقد الأول من القرن الحادي والعشرين تنوعت مجالات التطبيق مع تطور أساليب أكثر تعقيدًا. وتُطبق نظرية التعقيد الاجتماعي في دراسات التعاون الاجتماعي والسلع العامة؛ والإيثار الأخلاقي؛ والتعليم؛ والعمل الجماعي للمجتمع المدني العالمي والحركات الاجتماعية؛ والتفاوت الاجتماعي؛ والقوى العاملة والبطالة؛ وتحليل السياسات؛ وأنظمة الرعاية الصحية؛ والابتكار والتغيير الاجتماعي. وصُمم مشروع بحثي علمي دولي حالي هو سشات: بنك بيانات التاريخ العالمي، بشكل علني لتحليل التغيرات في التعقيد الاجتماعي من الثورة الزراعية حتى الثورة الصناعية.
كمنصة نظرية متوسطة المدى، يمكن تطبيق التعقيد الاجتماعي على أي بحث يمكن فيه ملاحظة التفاعل الاجتماعي أو نتائج مثل هذه التفاعلات، ولكن بشكل خاص حيث يمكن قياسها والتعبير عنها كنقط بيانات متصلة أو متقطعة. وأحد الانتقادات الشائعة التي غالبًا ما يجري الاستشهاد بها فيما يتعلق بفائدة علم التعقيد في علم الاجتماع هو صعوبة الحصول على بيانات كافية. ومع ذلك فقد بدأ تطبيق مفهوم التعقيد الاجتماعي وتحليل هذا التعقيد ويستمر في كونه مجالًا مستمرًا للبحث في علم الاجتماع. من صداقات الطفولة وحمل المراهقات إلى علم الجريمة ومكافحة الإرهاب، ويجري تطبيق نظريات التعقيد الاجتماعي في جميع مجالات البحث الاجتماعي تقريبًا.
في مجال أبحاث الاتصالات والمعلوماتية ظهر مفهوم الأنظمة ذاتية التنظيم في أبحاث منتصف تسعينيات القرن العشرين المتعلقة بالاتصالات العلمية. ويعد الساينتومترك وتحليل الاستشهادات المرجعية مجالات بحثية تتوفر فيها بيانات منفصلة، وكذلك العديد من المجالات الأخرى لأبحاث الاتصالات الاجتماعية مثل اللسانيات الاجتماعية. والتعقيد الاجتماعي هو أيضًا مفهوم يستخدم في علم العلامات.